# Oslavany
Oslavany (německy Oslawan) jsou město v okrese Brno-venkov v Jihomoravském kraji. Leží na řece Oslavě, asi 25 km jihozápadně od Brna a 3 km severozápadně od Ivančic, na okraji Boskovické brázdy. Žije zde přibližně 4 900 obyvatel. Částí města je též vesnice Padochov. Město Oslavany je členským městem Mikroregionu Ivančicko a sousedí s obcemi Čučice, Zakřany, Lukovany, Ivančice, Neslovice, Zbýšov a Nová Ves.

## Historie
Osídlení městského území je archeology datováno už od neolitu (hradiště Dvorek a Náporky). První písemná zmínka o Oslavanech pochází z roku 1104.
V roce 1225 zde moravská markraběnka Heilwida založila klášter Vallis sanctae Mariae, první ženský klášter na Moravě.
Oslavany byly původně zemědělskou a vinařskou obcí. V letech 1783–1973 se v jejich okolí těžilo černé uhlí, takže měly spíš hornický charakter a byly jedním z center Rosicko-oslavanského revíru. Severovýchodně od města se nachází areál bývalého dolu Kukla, pod ním ústí u řeky Oslavy Dědičná štola.
V letech 1913–1993 zde pracovala uhelná Elektrárna Oslavany o výkonu 115 MW. Vzhledem k těžbě mělo město průmyslový charakter, zdejší ovzduší bylo plné prachu a smogu, což se postupně změnilo po ukončení těžby.
Od roku 1912 končí v Oslavanech železniční trať z Moravských Bránic.
V zámku fungoval v letech 1949–1951 tábor nucených prací, určený pro převýchovu politických vězňů - odpůrců komunistického režimu, který byl zřízen na žádost rosických a jihomoravských dolů.
V roce 1964 byly Oslavany povýšeny na město. V šedesátých letech také vzniklo hornické sídliště a spousta nových domů.

## Znak a vlajka
Znak byl vytvořen na základě obecní pečeti z roku 1622. Základ tvoří zeleno-černý vodorovně dělený štít ze zlatého vršku vyrůstá zlatý vinný keř s jedním hroznem, třemi listy a dvěma úponky. Přes prut je vodorovně přiložen stříbrný vinařský nůž se zlatou rukojetí. Znak odkazuje na původní zemědělský a vinařský charakter obce - réva a vinařský nůž a dolování černého uhlí - tinktury štítu. Vlajka sestává ze tří pruhů zalený, černý a tenký zlatý. Ze zlatého vyrůstá v levé části vlajky réva shodného popisu jako u znaku.

## Obyvatelstvo
Na začátku 17. století měla obec 71 domů, po třicetileté válce z nich byly obydlených pouze 37. V roce 1790 měla obec 142 domů a 784 obyvatel, v roce 1834 pak 192 domů a 1162 obyvatel.
| Rok            | 1869  | 1880  | 1890  | 1900  | 1910  | 1921  | 1930  | 1950  | 1961  | 1970  | 1980  | 1991  | 2001  | 2011  | 2021  |
| -------------- | ----- | ----- | ----- | ----- | ----- | ----- | ----- | ----- | ----- | ----- | ----- | ----- | ----- | ----- | ----- |
| Počet obyvatel | 2 832 | 3 001 | 3 134 | 3 481 | 4 073 | 4 669 | 4 719 | 4 533 | 5 262 | 5 285 | 4 893 | 4 445 | 4 544 | 4 619 | 4 679 |
| Počet domů     | 275   | 338   | 343   | 446   | 579   | 685   | 864   | 1 032 | 1 144 | 1 153 | 1 149 | 1 285 | 1 281 | 1 320 | 1 345 |

Vývoj počtu obyvatel města Oslavany
| Rok            | 1869  | 1880  | 1890  | 1900  | 1910  | 1921  | 1930  | 1950  | 1961  | 1970  | 1980  | 1991  | 2001  | 2011  | 2021  |
| -------------- | ----- | ----- | ----- | ----- | ----- | ----- | ----- | ----- | ----- | ----- | ----- | ----- | ----- | ----- | ----- |
| Počet obyvatel | 2 329 | 2 473 | 2 521 | 2 841 | 3 398 | 3 714 | 3 764 | 3 710 | 4 459 | 4 534 | 4 230 | 3 885 | 3 991 | 4 060 | 4 083 |
| Počet domů     | 237   | 297   | 297   | 389   | 496   | 555   | 705   | 855   | 947   | 964   | 957   | 1 069 | 1 066 | 1 093 | 1 104 |

Vývoj počtu obyvatel části obce Oslavany

## Pamětihodnosti
- zámek Oslavany s kostelem Matky Boží (původně klášter cisterciaček)
- kostel svatého Mikuláše
- kamenný kříž u kostela
- kamenný kříž před kostelem
- kamenný kříž u domu na ulici Kostelní
- hřbitov
- důl Kukla – kulturní a technická památka
- doly
- kamenné kříže
- socha Ecce homo (Ejhle člověk)

## Galerie

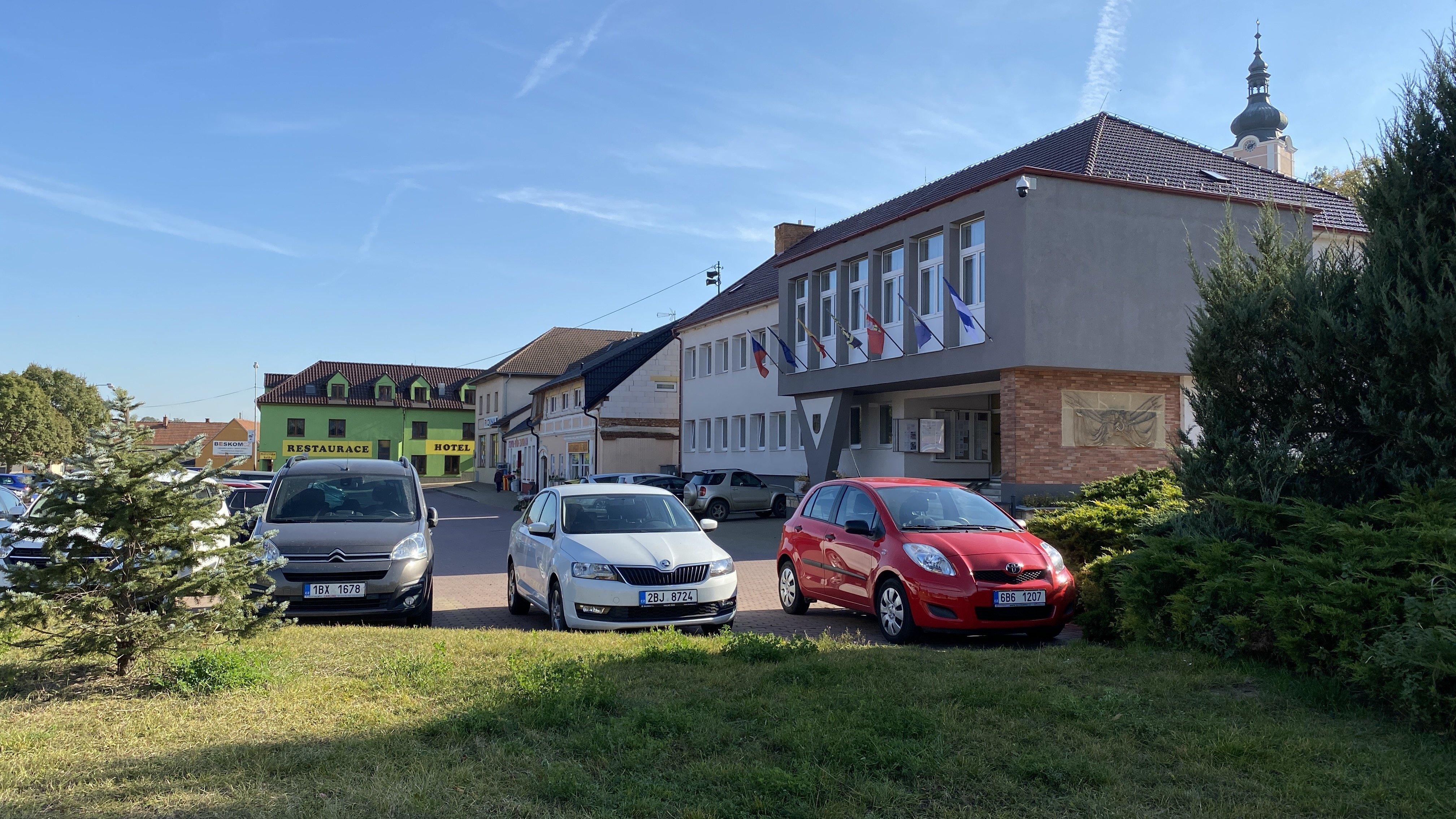
Městský úřad

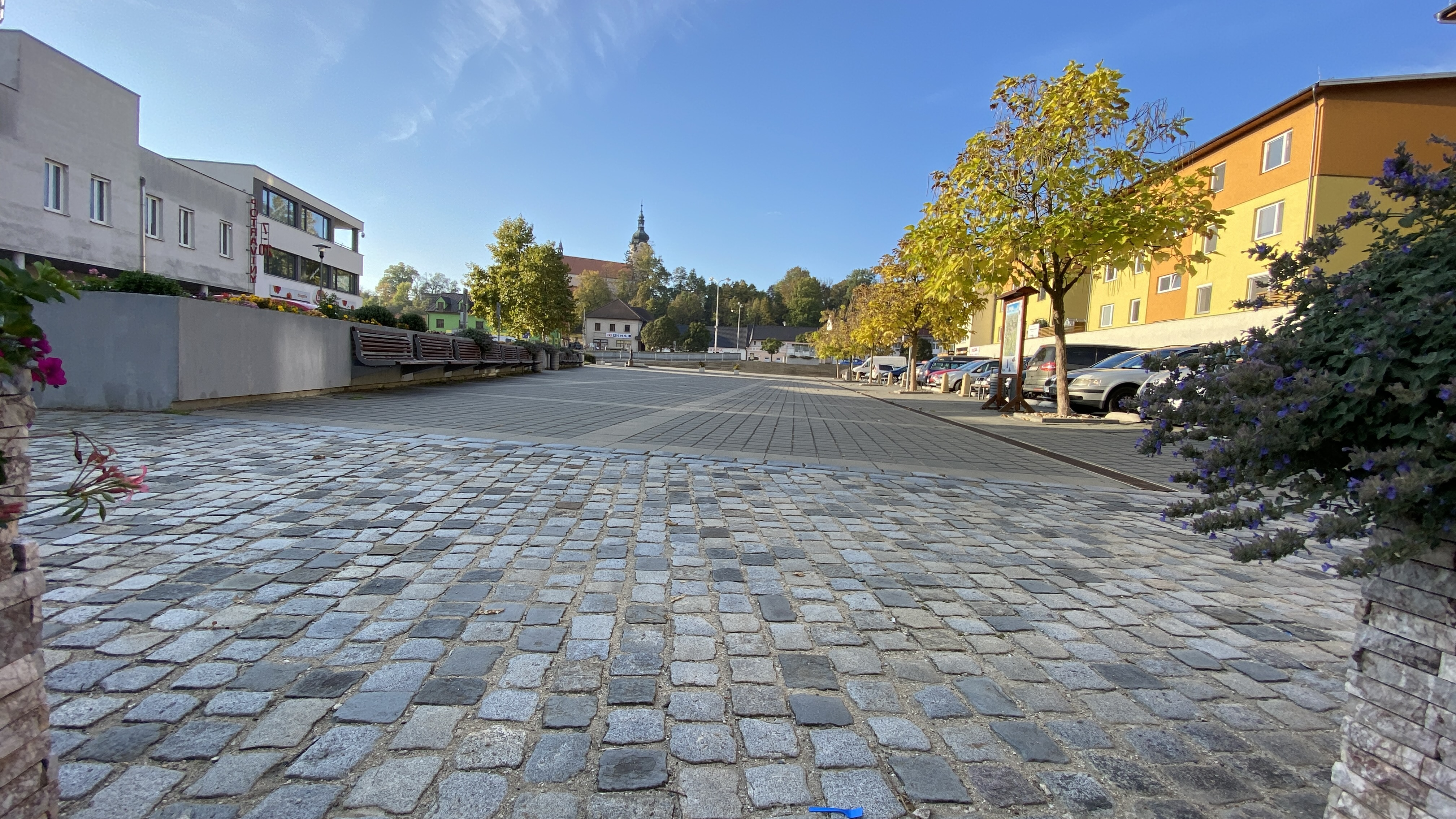
Náměstí 13. prosince
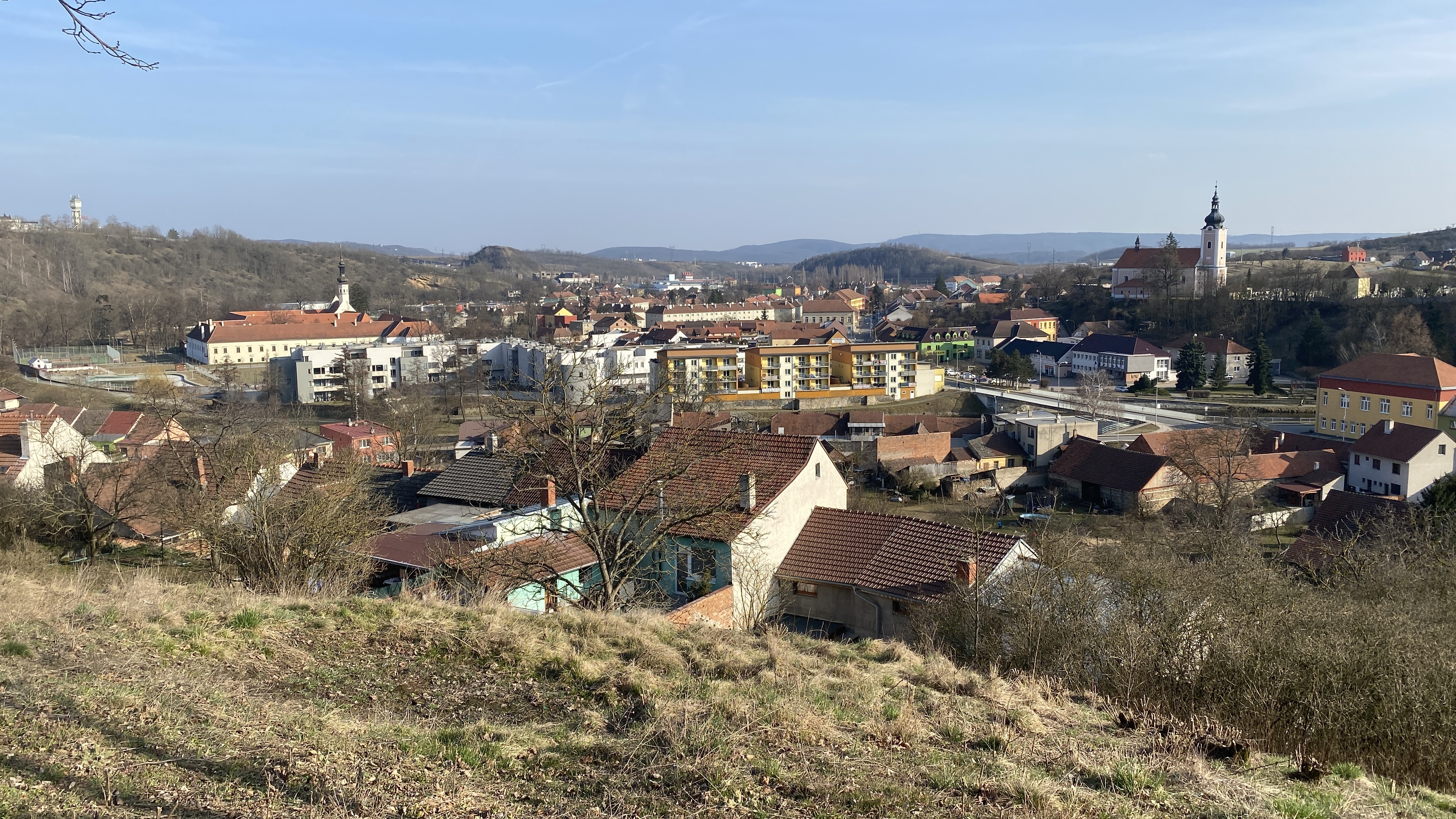
Výhled na město z hradiště Náporky
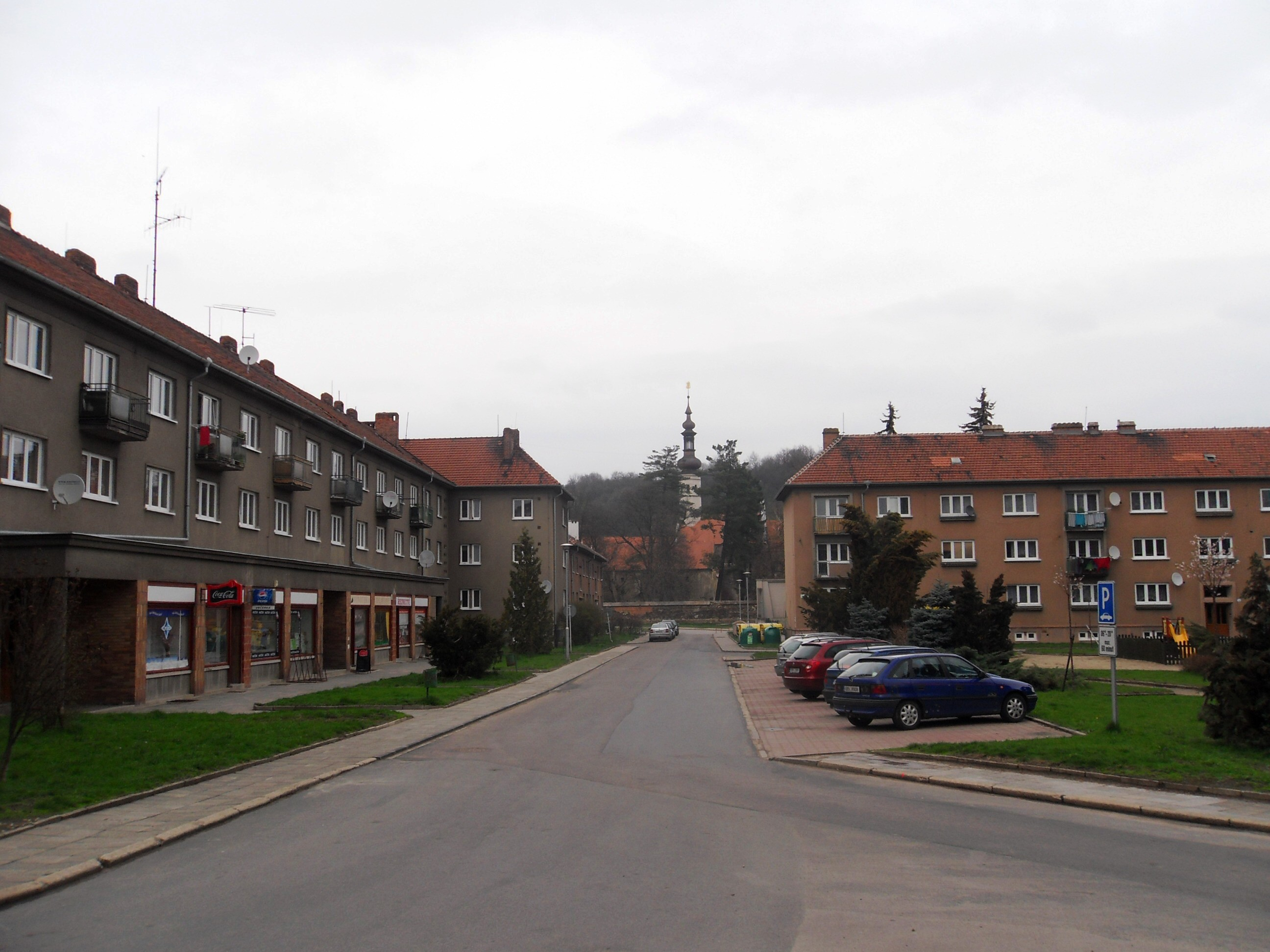
Náměstí Republiky
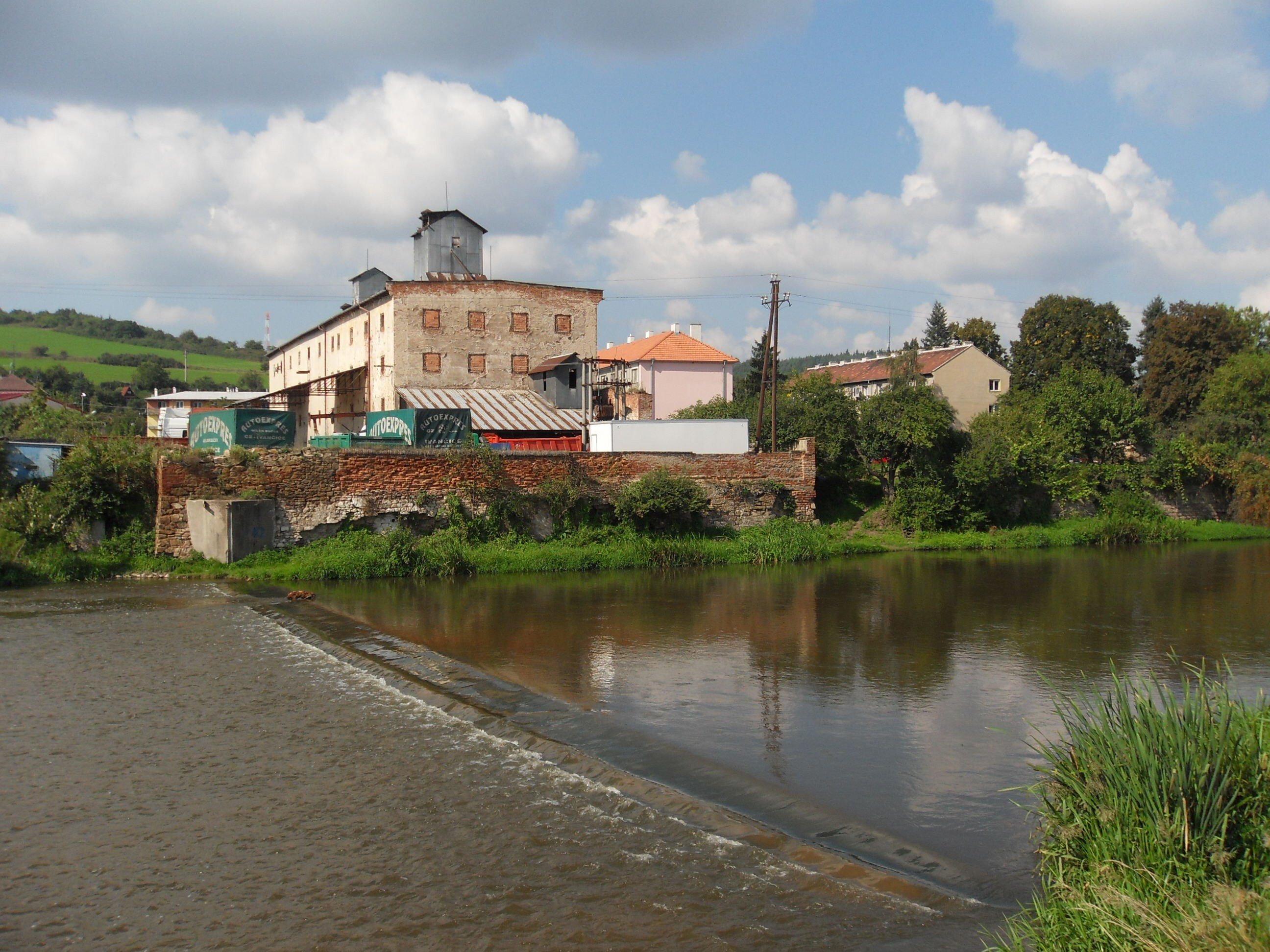
Jez na řece Oslavě
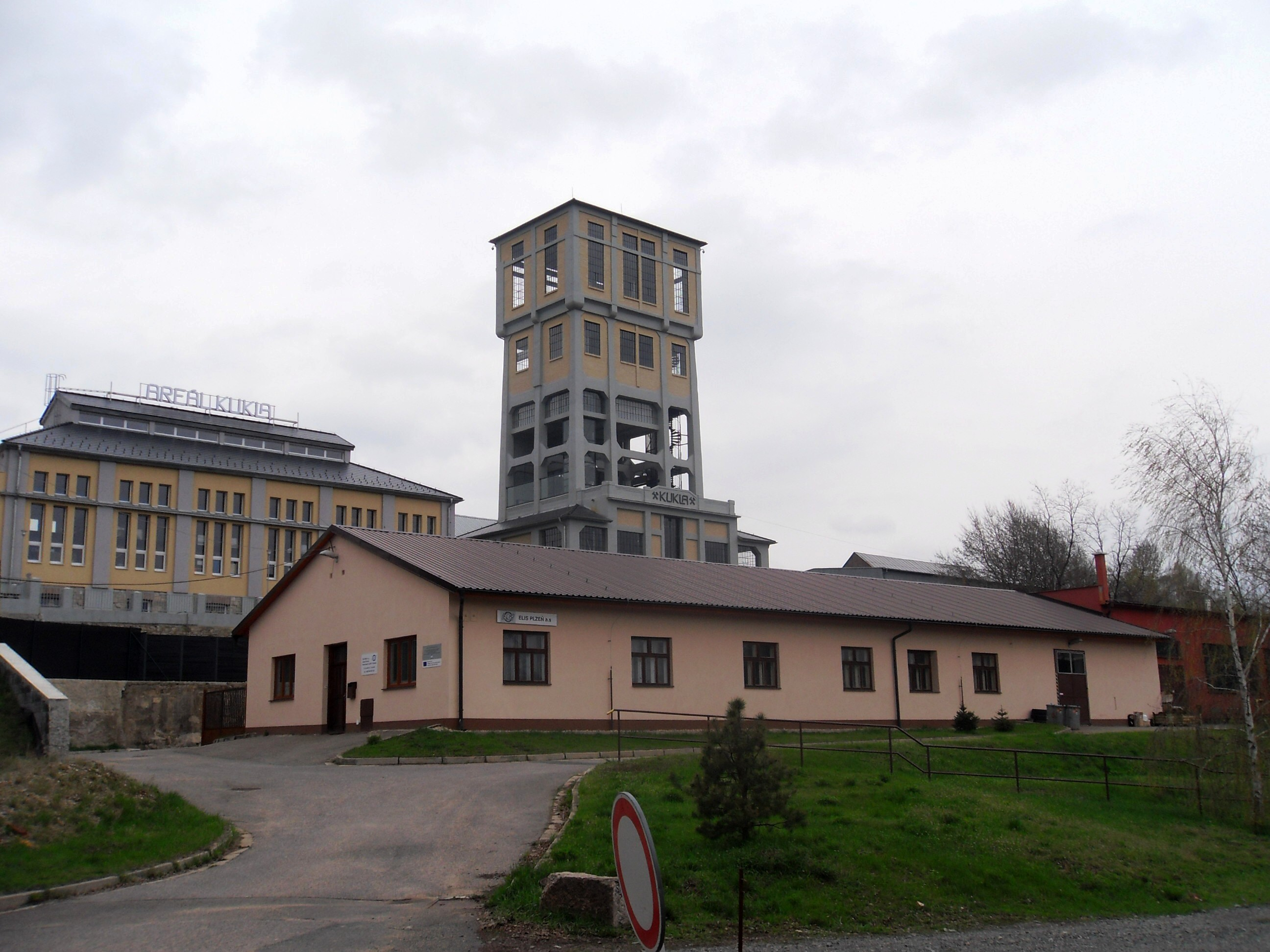
Bývalý Důl Kukla

## Náměstí

### Náměstí 13. prosince
Náměstí 13. prosince se nachází v centru Oslavan. Nachází se zde městský úřad a v sousedství několik málo obchodů. Na protější straně kdysi taktéž bývaly domy, ty však byly kvůli zbourání starého a výstavbě nového mostu zdemolovány. Dnes je zde nová část náměstí, na jehož území stojí obchod s potravinami, který byl postaven na začátku 21. století. Naproti němu vyrostly ve stejné době tři bytové domy, v jejichž přízemí jsou obchody. Na náměstí se nachází také socha.

### Náměstí Republiky
Náměstí Republiky se nachází poblíž zámku. Na náměstí, které je tvořeno činžovními domy postavenými po polovině 20. století, se nachází večerka, řeznictví, pekárna a hotel Horník.

## Farnost

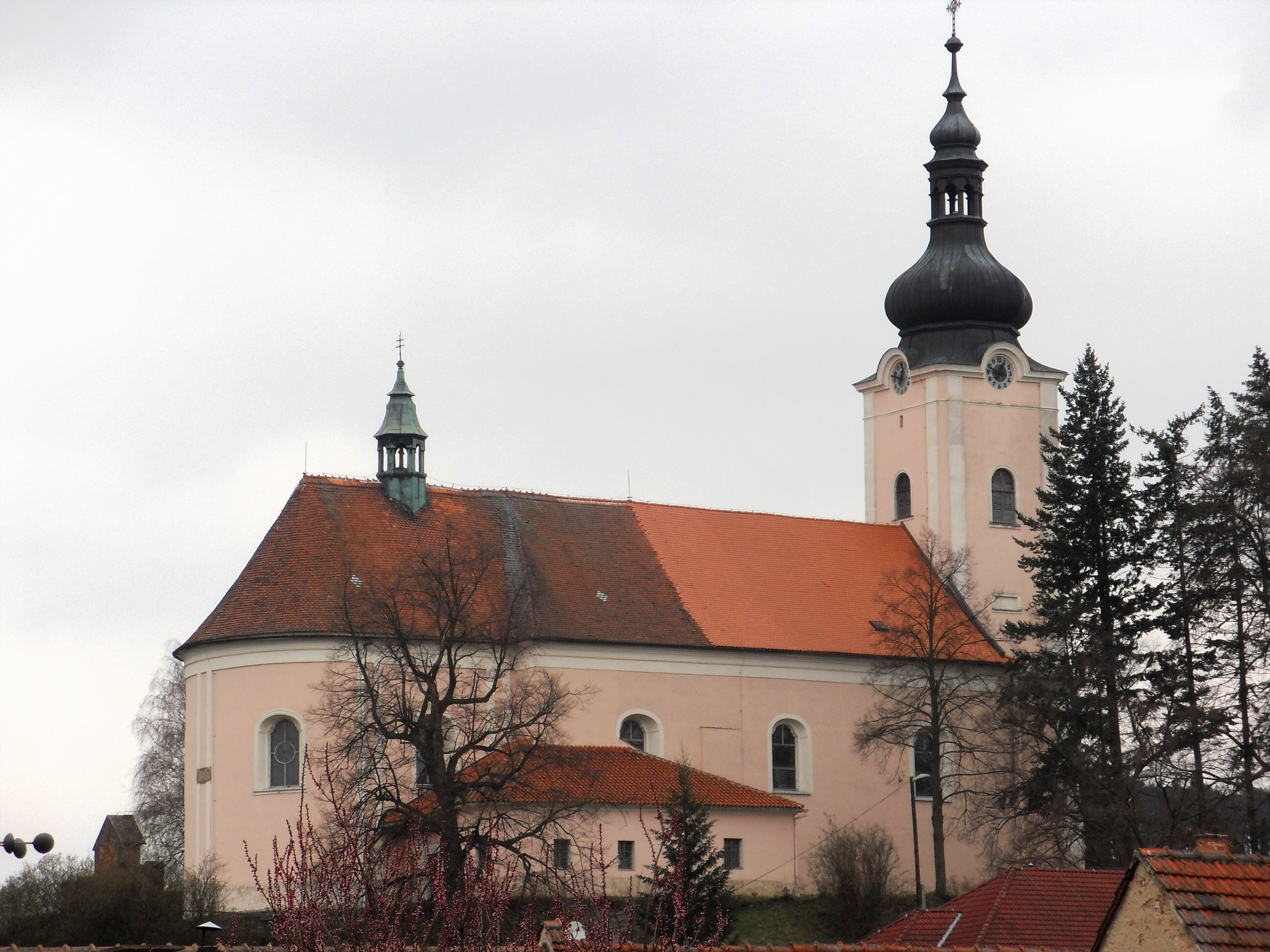
Kostel svatého Mikuláše

Římskokatolická farnost Oslavany působí na území města Oslavany (včetně jeho části Padochov) a sousední obce Nová Ves.
Farním kostelem je oslavanský chrám sv. Mikuláše. Filiálním kostelem je kostel Matky Boží na zámku.

## Příroda
Město leží na rozhraní Českomoravské vrchoviny a Brněnské vrchoviny, na okraji přírodního parku Oslava. Na katastru Padochova se nachází přírodní památka Rybičková skála.
Naučná stezka permokarbonu Boskovické brázdy začíná u městského úřadu, má 9 zastavení a končí u druhého mostu přes Oslavu.

## Osobnosti
- P. Josef Gross (kněz) (1906, Oslavany - 1967, Brno), moravský římskokatolický duchovní, perzekvovaný během Druhé světové války, v roce 1963 zastupoval Brněnskou diecézi na Druhém vatikánském koncilu.
- Karl Leuthner (1869, Padochov – 1944, Vídeň), rakouský sociálně demokratický politik a poslanec
- Vilém Gross (1894, Padochov – 1977), archeolog, historik, cestovatel a malíř. Popsal několik nových paleolitických nalezišť na Brněnsku, organizoval první velkou hornickou výstavu v Oslavanech. Je pohřben na hřbitově v Oslavanech.
- Karel Kunka (1913 - 1940), československý letec, příslušník 311. bombardovací perutě RAF, který padl v bitvě o Británii. [10][11]
- V letech 1623 - 1629 zde působil arcibiskup Jean Baptiste Gramaye, římskokatolický titulární arcibiskup upsalský a primas Afriky. V Oslavanech působil jako správce hudebního semináře a knihtiskárny, chvíli také jako administrátor farnosti.
- Před rokem 1629 zde působil Carlo Abbate, františkánský kněz a italský hudební skladatel. Vyučoval ve zdejším chlapeckém hudebním semináři na zámku.
- 23. července 1940 zde zemřel Metoděj Janíček, český kantor a hudební skladatel (* 1. února 1862). Je pochován ve svém posledním školním působišti, ve Zbýšově.
- V letech 1954 - 1958 zde působil P. Karel Bříza CSsR, moravský římskokatolický kněz, významný hudební skladatel, varhaník a varhanář. Autor Břízova ordinária. V Oslavanech působil jako varhaník a vedoucí dětského chrámového sboru, začal zde také skládat duchovní hudbu.

## Samospráva
Od roku 1998 je starostou města Vít Aldorf (ODS). Na ustavujícím zasedání zastupitelstva 5. listopadu 2014 byl do této funkce zvolen opětovně. Místostarostou města je Svatopluk Staněk, zvolený za ČSNS2005 (Česká strana národně socialistická 2005). Do roku 2010 tuto funkci zastával Miloš Musil (ČSNS2005).
Zastupitelstvo města má celkem 21 členů.

## Partnerská města
- Nováky, Slovensko
- Schkeuditz, Německo
- Vir, Chorvatsko